# مارنی مک‌بین
مارنی مک‌بین (به انگلیسی: Marnie McBean) ورزشکار زن رشتهٔ روئینگ اهل کشور کانادا است. وی در بین سال‌های ‎۱۹۹۲ تا ۱۹۹۶ میلادی در مسابقات بازی‌های المپیک تابستانی در مجموع ۴ مدال، شامل ۳ مدال طلا و ۱ برنز را کسب کرد.